# Sender Tübingen (Heuberg)
Der Sender Tübingen (Heuberg) ist ein Füllsender für Hörfunk. Er befindet sich oberhalb von Tübingen auf der bewaldeten Anhöhe Heuberg, etwa fünf Kilometer nordwestlich der Tübinger Innenstadt. Es kommt ein freistehender Stahlfachwerkturm als Antennenträger zum Einsatz.
Von hier aus wird die Stadt Tübingen und die nahe Umgebung mit verschiedenen Rundfunkprogrammen versorgt.

## Frequenzen und Programme

### Analoger Hörfunk (UKW)
Folgende Hörfunkprogramme werden vom Sender Tübingen (Heuberg) auf UKW abgestrahlt:
| Frequenz (MHz) | Logo | Programm                | RDS-PS    | RDS-PI                | Regionalisierung  | ERP (kW) | Antennendiagramm rund (ND)/ gerichtet (D) | Polarisation horizontal (H)/ vertikal (V) |
| -------------- | ---- | ----------------------- | --------- | --------------------- | ----------------- | -------- | ----------------------------------------- | ----------------------------------------- |
| 89,7           |      | big FM                  | _bigFM__  | D8A9 (regional), D3A9 | Baden-Württemberg | 1        | D (20–340°)                               | H                                         |
| 93,9           |      | Deutschlandfunk         | __Dlf___  | D210                  | –                 | 0,5      | D                                         | H                                         |
| 96,6           |      | Wüste Welle/helle welle | WelleTUE  | 140D                  | –                 | 2        | D (90–330°)                               | H                                         |
| 97,3           |      | DASDING                 | DASDING_  | D3A5                  | –                 | 2        | D (80–360°)                               | H                                         |
| 99,4           |      | Deutschlandfunk Kultur  | Dlf_Kult  | D220                  | –                 | 1        | D (90–230°)                               | H                                         |
| 100,9          |      | Neckaralb Live          | NECKRALB_ | D30F                  | –                 | 1        | ND                                        | H                                         |